# Flize
Flize és un municipi francès situat al departament de les Ardenes i a la regió del Gran Est. L'any 2007 tenia 1.167 habitants.

## Demografia

### Població
El 2007 la població de fet de Flize era de 1.167 persones. Hi havia 472 famílies de les quals 120 eren unipersonals (44 homes vivint sols i 76 dones vivint soles), 144 parelles sense fills, 160 parelles amb fills i 48 famílies monoparentals amb fills.
La població ha evolucionat segons el següent gràfic:
Habitants censats

### Habitatges
El 2007 hi havia 496 habitatges, 477 eren l'habitatge principal de la família, 2 eren segones residències i 17 estaven desocupats. 420 eren cases i 76 eren apartaments. Dels 477 habitatges principals, 338 estaven ocupats pels seus propietaris, 126 estaven llogats i ocupats pels llogaters i 13 estaven cedits a títol gratuït; 2 tenien una cambra, 26 en tenien dues, 66 en tenien tres, 129 en tenien quatre i 254 en tenien cinc o més. 335 habitatges disposaven pel capbaix d'una plaça de pàrquing. A 183 habitatges hi havia un automòbil i a 237 n'hi havia dos o més.

### Piràmide de població
La piràmide de població per edats i sexe el 2009 era:
| Homes | Edats   | Dones |
| ----- | ------- | ----- |
| 0     | 95 o +  | 0     |
| 0     | 90 a 94 | 0     |
| 4     | 85 a 89 | 4     |
| 0     | 80 a 84 | 12    |
| 16    | 75 a 79 | 36    |
| 12    | 70 a 74 | 28    |
| 24    | 65 a 69 | 24    |
| 16    | 60 a 64 | 32    |
| 16    | 55 a 59 | 8     |
| 36    | 50 a 54 | 20    |
| 68    | 45 a 49 | 56    |
| 68    | 40 a 44 | 76    |
| 72    | 35 a 39 | 68    |
| 33    | 30 a 34 | 41    |
| 28    | 25 a 29 | 48    |
| 16    | 20 a 24 | 12    |
| 56    | 15 a 19 | 56    |
| 68    | 10 a 14 | 80    |
| 56    | 5 a 9   | 29    |
| 20    | 0 a 4   | 44    |

## Economia
El 2007 la població en edat de treballar era de 793 persones, 564 eren actives i 229 eren inactives. De les 564 persones actives 506 estaven ocupades (283 homes i 223 dones) i 58 estaven aturades (27 homes i 31 dones). De les 229 persones inactives 70 estaven jubilades, 81 estaven estudiant i 78 estaven classificades com a «altres inactius».

### Ingressos
El 2009 a Flize hi havia 484 unitats fiscals que integraven 1.213 persones, la mediana anual d'ingressos fiscals per persona era de 17.785 €.

### Activitats econòmiques
Dels 49 establiments que hi havia el 2007, 1 era d'una empresa extractiva, 1 d'una empresa alimentària, 3 d'empreses de fabricació d'altres productes industrials, 5 d'empreses de construcció, 7 d'empreses de comerç i reparació d'automòbils, 3 d'empreses de transport, 4 d'empreses d'hostatgeria i restauració, 6 d'empreses financeres, 1 d'una empresa immobiliària, 6 d'empreses de serveis, 7 d'entitats de l'administració pública i 5 d'empreses classificades com a «altres activitats de serveis».
Dels 13 establiments de servei als particulars que hi havia el 2009, 1 era una gendarmeria, 1 oficina de correu, 1 una oficina bancària, 1 taller de reparació d'automòbils i de material agrícola, 1 guixaire pintor, 1 electricista, 1 empresa de construcció, 3 perruqueries, 1 veterinari, 1 agència immobiliària i 1 saló de bellesa.
Dels 3 establiments comercials que hi havia el 2009, 1 era una botiga de menys de 120 m², 1 una fleca i 1 una joieria.

## Equipaments sanitaris i escolars
L'únic equipament sanitari que hi havia el 2009 era una farmàcia.
El 2009 hi havia 1 escola maternal i 1 escola elemental.

## Poblacions més properes
El següent diagrama mostra les poblacions més properes.